# Bruno (cognome)
Bruno è un cognome di lingua italiana.

## Varianti
Brun, Bruna, Brunacci, Brunato, Brunatti, Brunatto, Bruni, Brunini, Brunino, Brunitto, Brunone, Brunoni, Brunotti, Brunozzi e, infine, la variante più rara Brunu (esistente in Sardegna e derivante da una successiva sardizzazione del cognome italiano).

## Origine e diffusione
Deriverebbe dal prenome maschile Bruno, oppure dall'appellativo germanico brun, ossia "scuro", che si attribuiva anticamente alle persone di carnagione scura.
Bruno è il dodicesimo cognome per diffusione in Italia, ed è presente in tutte le regioni italiane, in particolare Piemonte, Lombardia, Lazio, Campania, Basilicata, Puglia, Calabria e Sicilia. In Italia, il cognome è portato da oltre 13.000 famiglie.